# Kacice (województwo mazowieckie)
Kacice – wieś w Polsce, położona w województwie mazowieckim, w powiecie pułtuskim, w gminie Pułtusk. Ma status sołectwa. Leży nad Narwią.
| SIMC    | Nazwa   | Rodzaj    |
| ------- | ------- | --------- |
| 0123116 | Radzice | część wsi |

W latach 1975–1998 miejscowość administracyjnie należała do województwa ciechanowskiego.
Wieś duchowna położona była w drugiej połowie XVI wieku w ziemi zakroczymskiej województwa mazowieckiego. W 1785 roku wchodziła w skład klucza góreckiego biskupstwa płockiego.
We wsi znajduje się kościół pw. Św. Stanisława Kostki zbudowany w latach 1698-1699. Obecnie jest on świątynią filialną parafii Św. Józefa w Pułtusku. Wcześniej znajdowała się w tym miejscu drewniana kaplica z 1606. Kościół w Kacicach jest pierwszym kościołem w Polsce, który otrzymał wezwanie Św. Stanisława Kostki.
W 1884 roku w Kacicach urodził się Piotr Koczara, działacz ruchu ludowego, poseł na Sejm (1925-1928), organizator oświaty rolniczej na terenie powiatu pułtuskiego, w tym Szkoły Rolniczej w Golądkowie